# Legea lui Godwin

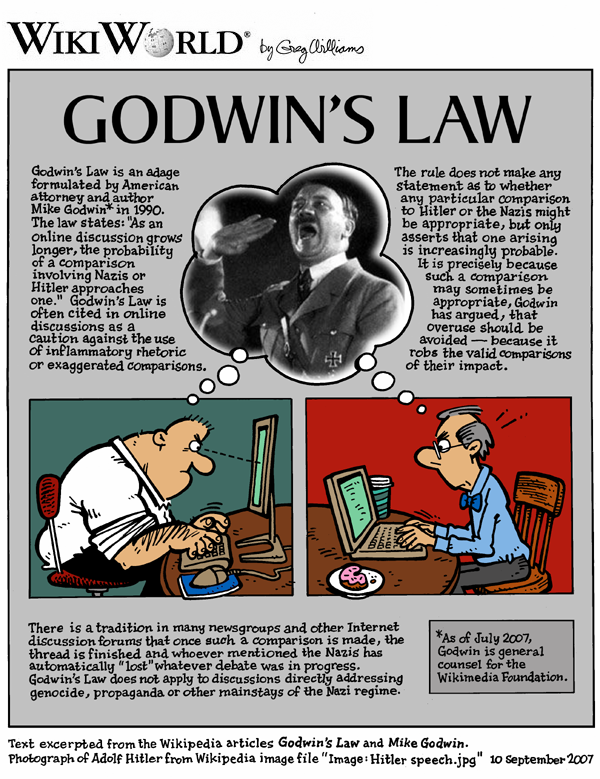
Legea lui Godwin (ilustrație realizată de Greg Williams pentru WikiWorld)

Legea lui Godwin (în engleză Godwin’s Law) este un concept din cultura internetului care se referă la o regulă empirică enunțată în 1990 de către avocatul american Mike Godwin: „Cu cât o discuție online se prelungește mai mult, cu atât probabilitatea unei comparații în care sunt implicați naziștii sau Hitler se apropie de 1” (As an online discussion grows longer, the probability of a comparison involving Nazis or Hitler approaches 1).
Godwin a argumentat ca folosirea prea frecventă a comparației cu naziștii trebuie evitată, pentru ca diluează impactul oricărui argument valid. Legea subliniază pierderea simțului proporțiilor. De obicei discuțiile nu mai pot continua după aducerea pe scena a naziștilor sau a lui Hitler, pentru ca orice argument împotrivă este echivalat cu aprobarea faptelor naziștilor și a lui Hitler.